# 桐城市
桐城市（とうじょう-し）は、中華人民共和国安徽省安慶市に位置する県級市。
文化で有名な古城で、清代には桐城派という文学流派がここよりおこった。現在でも文化都市と知られ、経済も発展している。

## 行政区画
- 街道:竜騰街道、文昌街道、竜眠街道
- 鎮:孔城鎮、呂亭鎮、范崗鎮、新渡鎮、双港鎮、大関鎮、青草鎮、金神鎮、嬉子湖鎮、唐湾鎮、黄甲鎮、鱘魚鎮

## 出身者
- 張廷玉 - 清の政治家。
- 方東樹 - 学者。
- 方以智 - 学者。